# Manchester United F.C. mùa bóng 1963–64
Mùa giải 1963-64 là mùa giải lần thứ 62 của Manchester United ở The Football League và mùa giải thứ 19 liên tiếp của đội bóng ở Giải hạng nhất Anh. United không giành được bất cứ danh hiệu lớn mùa này nhưng United đã vươn lên một cách mạnh mẽ cho ba giải đấu lớn, đứng thứ hai trong Giải hạng nhất Anh, đạt đến vòng bán kết của Cúp FA và vòng tứ kết Cúp C1 châu Âu. Cầu thủ trẻ trưởng thành từ lò đào tạo Manchester United đáng chú ý trong mùa giải này là cầu thủ 17 tuổi người Bắc Ailen đó là George Best, anh có trận đấu ra mắt tại giải đấu trong trận gặp West Bromwich Albion vào ngày 14 tháng 9 năm 1963. Cầu thủ đầy triển vọng nhất George Best ra sân tổng cộng 17 lần cho United trong mùa giải đó và ghi được bốn bàn thắng. Tiền đạo Denis Law đã có một mùa giải xuất sắc, ghi được 30 bàn thắng trong giải đấu và tổng cộng có 46 bàn thắng trong tất cả các cuộc thi.

## FA Charity Shield
| Thời gian           | Đối thủ | H/A | Tỷ số Bt-Bb | Cầu thủ ghi bàn | Số lượng khán giả |
| ------------------- | ------- | --- | ----------- | --------------- | ----------------- |
| 17 tháng 8 năm 1963 | Everton | A   | 0 – 4       |                 | 54,840            |

## Hạng nhất Anh
| Thời gian            | Đối thủ                 | H/A | Tỷ số Bt-Bb | Cầu thủ ghi bàn                          | Số lượng khán giả |
| -------------------- | ----------------------- | --- | ----------- | ---------------------------------------- | ----------------- |
| 24 tháng 8 năm 1963  | Sheffield Wednesday     | A   | 3 – 3       | Charlton (2), Moir                       | 32,177            |
| 28 tháng 8 năm 1963  | Ipswich Town            | H   | 2 – 0       | Law (2)                                  | 39,921            |
| 31 tháng 8 năm 1963  | Everton                 | H   | 5 – 1       | Chisnall (2), Law (2), Sadler            | 62,965            |
| 3 tháng 9 năm 1963   | Ipswich Town            | A   | 7 – 2       | Law (3), Chisnall, Moir, Sadler, Setters | 28,113            |
| 7 tháng 9 năm 1963   | Birmingham City         | A   | 1 – 1       | Chisnall                                 | 36,874            |
| 11 tháng 9 năm 1963  | Blackpool               | H   | 3 – 0       | Charlton (2), Law                        | 47,400            |
| 14 tháng 9 năm 1963  | West Bromwich Albion    | H   | 1 – 0       | Sadler                                   | 50,453            |
| 16 tháng 9 năm 1963  | Blackpool               | A   | 0 – 1       |                                          | 29,806            |
| 21 tháng 9 năm 1963  | Arsenal                 | A   | 1 – 2       | Herd                                     | 56,776            |
| 28 tháng 9 năm 1963  | Leicester City          | H   | 3 – 1       | Herd (2), Setters                        | 41,374            |
| 2 tháng 10 năm 1963  | Chelsea                 | A   | 1 – 1       | Setters                                  | 45,351            |
| 5 tháng 10 năm 1963  | Bolton Wanderers        | A   | 1 – 0       | Herd                                     | 35,872            |
| 19 tháng 10 năm 1963 | Nottingham Forest       | A   | 2 – 1       | Chisnall, Quixall                        | 41,426            |
| 26 tháng 10 năm 1963 | West Ham United         | H   | 0 – 1       |                                          | 45,120            |
| 28 tháng 10 năm 1963 | Blackburn Rovers        | H   | 2 – 2       | Quixall (2)                              | 41,169            |
| 2 tháng 11 năm 1963  | Wolverhampton Wanderers | A   | 0 – 2       |                                          | 34,159            |
| 9 tháng 11 năm 1963  | Tottenham Hotspur       | H   | 4 – 1       | Law (3), Herd                            | 57,413            |
| 16 tháng 11 năm 1963 | Aston Villa             | A   | 0 – 4       |                                          | 36,276            |
| 23 tháng 11 năm 1963 | Liverpool               | H   | 0 – 1       |                                          | 54,654            |
| 30 tháng 11 năm 1963 | Sheffield United        | A   | 2 – 1       | Law (2)                                  | 30,615            |
| 7 tháng 12 năm 1963  | Stoke City              | H   | 5 – 2       | Law (4), Herd                            | 52,232            |
| 14 tháng 12 năm 1963 | Sheffield Wednesday     | H   | 3 – 1       | Herd (3)                                 | 35,139            |
| 21 tháng 12 năm 1963 | Everton                 | A   | 0 – 4       |                                          | 48,027            |
| 26 tháng 12 năm 1963 | Burnley                 | A   | 1 – 6       | Herd                                     | 35,764            |
| 28 tháng 12 năm 1963 | Burnley                 | H   | 5 – 1       | Herd (2), Moore (2), Best                | 47,834            |
| 11 tháng 1 năm 1964  | Birmingham City         | H   | 1 – 2       | Sadler                                   | 44,695            |
| 18 tháng 1 năm 1964  | West Bromwich Albion    | A   | 4 – 1       | Law (2), Best, Charlton                  | 25,624            |
| 1 tháng 2 năm 1964   | Arsenal                 | H   | 3 – 1       | Herd, Law, Setters                       | 48,340            |
| 8 tháng 2 năm 1964   | Leicester City          | A   | 2 – 3       | Herd, Law                                | 35,538            |
| 19 tháng 2 năm 1964  | Bolton Wanderers        | H   | 5 – 0       | Best (2), Herd (2), Charlton             | 33,926            |
| 22 tháng 2 năm 1964  | Blackburn Rovers        | A   | 3 – 1       | Law (2), Chisnall                        | 36,726            |
| 7 tháng 3 năm 1964   | West Ham United         | A   | 2 – 0       | Herd, Sadler                             | 27,027            |
| 21 tháng 3 năm 1964  | Tottenham Hotspur       | A   | 3 – 2       | Charlton, Law, Moore                     | 56,392            |
| 23 tháng 3 năm 1964  | Chelsea                 | H   | 1 – 1       | Law                                      | 42,931            |
| 27 tháng 3 năm 1964  | Fulham                  | A   | 2 – 2       | Herd, Law                                | 41,769            |
| 28 tháng 3 năm 1964  | Wolverhampton Wanderers | H   | 2 – 2       | Charlton, Herd                           | 44,470            |
| 30 tháng 3 năm 1964  | Fulham                  | H   | 3 – 0       | Crerand, Foulkes, Herd                   | 42,279            |
| 4 tháng 4 năm 1964   | Liverpool               | A   | 0 – 3       |                                          | 52,559            |
| 6 tháng 4 năm 1964   | Aston Villa             | H   | 1 – 0       | Law                                      | 25,848            |
| 13 tháng 4 năm 1964  | Sheffield United        | H   | 2 – 1       | Law, Moir                                | 27,587            |
| 18 tháng 4 năm 1964  | Stoke City              | A   | 1 – 3       | Charlton                                 | 45,670            |
| 25 tháng 4 năm 1964  | Nottingham Forest       | H   | 3 – 1       | Law (2), Moore                           | 31,671            |

| # | Câu lạc bộ        | Tr | T  | H  | B  | Bt | Bb | Hs  | Điểm |
| - | ----------------- | -- | -- | -- | -- | -- | -- | --- | ---- |
| 1 | Liverpool         | 42 | 26 | 5  | 11 | 92 | 45 | +47 | 57   |
| 2 | Manchester United | 42 | 23 | 7  | 12 | 90 | 62 | +28 | 53   |
| 3 | Everton           | 42 | 21 | 10 | 11 | 84 | 64 | +20 | 52   |

## FA Cup
| Thời gian           | Vòng đấu             | Đối thủ         | H/A | Tỷ số Bt-Bb | Cầu thủ ghi bàn          | Số lượng khán giả |
| ------------------- | -------------------- | --------------- | --- | ----------- | ------------------------ | ----------------- |
| 4 tháng 1 năm 1964  | Vòng 3               | Southampton     | A   | 3 – 2       | Crerand, Herd, Moore     | 29,164            |
| 25 tháng 1 năm 1964 | Vòng 4               | Bristol Rovers  | H   | 4 – 1       | Law (3), Herd            | 55,772            |
| 15 tháng 2 năm 1964 | Vòng 5               | Barnsley        | A   | 4 – 0       | Law (2), Best, Herd      | 38,076            |
| 29 tháng 2 năm 1964 | Vòng 6               | Sunderland      | H   | 3 – 3       | Best, Charlton, own goal | 63,700            |
| 4 tháng 3 năm 1964  | Vòng 6 Đấu lại       | Sunderland      | A   | 2 – 2       | Charlton, Law            | 68,000            |
| 9 tháng 3 năm 1964  | Vòng 6 Đấu lại lần 2 | Sunderland      | N   | 5 – 1       | Law (3), Chisnall, Herd  | 54,952            |
| 14 tháng 3 năm 1964 | Bán kết              | West Ham United | N   | 1 – 3       | Law                      | 65,000            |

## European Cup Winners' Cup
| Thời gian            | Vòng đấu             | Đối thủ           | H/A | Tỷ số Bt-Bb | Cầu thủ ghi bàn                      | Số lượng khán giả |
| -------------------- | -------------------- | ----------------- | --- | ----------- | ------------------------------------ | ----------------- |
| 25 tháng 9 năm 1963  | Vòng 1 Trận đầu tiên | Willem II         | A   | 1 – 1       | Herd                                 | 20,000            |
| 15 tháng 10 năm 1963 | Vòng 1 Trận thứ hai  | Willem II         | H   | 6 – 1       | Law (3), Charlton, Chisnall, Setters | 46,272            |
| 3 tháng 12 năm 1963  | Vòng 2 Trận đầu tiên | Tottenham Hotspur | A   | 0 – 2       |                                      | 57,447            |
| 10 tháng 12 năm 1963 | Vòng 2 Trận thứ hai  | Tottenham Hotspur | H   | 4 – 1       | Charlton (2), Herd (2)               | 50,000            |
| 26 tháng 2 năm 1964  | Tứ kết Trận đầu tiên | Sporting CP       | H   | 4 – 1       | Law (3), Charlton                    | 60,000            |
| 18 tháng 3 năm 1964  | Tứ kết Trận thứ hai  | Sporting CP       | A   | 0 – 5       |                                      | 40,000            |

## Thống kê mùa giải
| Vị trí | Tên cầu thủ     | League  | League       | FA Cup  | FA Cup       | UEFA Cup Winners' Cup | UEFA Cup Winners' Cup | Giải khác | Giải khác    | Tổng cộng | Tổng cộng    |
| Vị trí | Tên cầu thủ     | Số trận | Số bàn thắng | Số trận | Số bàn thắng | Số trận               | Số bàn thắng          | Số trận   | Số bàn thắng | Số trận   | Số bàn thắng |
| ------ | --------------- | ------- | ------------ | ------- | ------------ | --------------------- | --------------------- | --------- | ------------ | --------- | ------------ |
| GK     | David Gaskell   | 17      | 0            | 7       | 0            | 4                     | 0                     | 1         | 0            | 29        | 0            |
| GK     | Harry Gregg     | 25      | 0            | 0       | 0            | 2                     | 0                     | 0         | 0            | 27        | 0            |
| FB     | Shay Brennan    | 17      | 0            | 5       | 0            | 2                     | 0                     | 0         | 0            | 24        | 0            |
| FB     | Noel Cantwell   | 28      | 0            | 2       | 0            | 4                     | 0                     | 1         | 0            | 35        | 0            |
| FB     | Tony Dunne      | 40      | 0            | 7       | 0            | 6                     | 0                     | 1         | 0            | 54        | 0            |
| HB     | Pat Crerand     | 41      | 1            | 7       | 1            | 6                     | 0                     | 1         | 0            | 55        | 2            |
| HB     | Bill Foulkes    | 41      | 1            | 7       | 0            | 6                     | 0                     | 1         | 0            | 55        | 1            |
| HB     | Maurice Setters | 32      | 4            | 7       | 0            | 6                     | 1                     | 1         | 0            | 46        | 5            |
| HB     | Nobby Stiles    | 17      | 0            | 2       | 0            | 2                     | 0                     | 0         | 0            | 21        | 0            |
| HB     | Wilf Tranter    | 1       | 0            | 0       | 0            | 0                     | 0                     | 0         | 0            | 1         | 0            |
| FW     | Willie Anderson | 2       | 0            | 1       | 0            | 0                     | 0                     | 0         | 0            | 3         | 0            |
| FW     | George Best     | 17      | 4            | 7       | 2            | 2                     | 0                     | 0         | 0            | 26        | 6            |
| FW     | Bobby Charlton  | 40      | 9            | 7       | 2            | 6                     | 4                     | 1         | 0            | 54        | 15           |
| FW     | Phil Chisnall   | 20      | 6            | 4       | 1            | 4                     | 1                     | 0         | 0            | 28        | 8            |
| FW     | Johnny Giles    | 0       | 0            | 0       | 0            | 0                     | 0                     | 1         | 0            | 1         | 0            |
| FW     | David Herd      | 30      | 20           | 7       | 4            | 6                     | 3                     | 1         | 0            | 44        | 27           |
| FW     | Denis Law       | 30      | 30           | 6       | 10           | 5                     | 6                     | 1         | 0            | 42        | 46           |
| FW     | Ian Moir        | 18      | 3            | 0       | 0            | 0                     | 0                     | 0         | 0            | 18        | 3            |
| FW     | Graham Moore    | 18      | 4            | 1       | 1            | 0                     | 0                     | 0         | 0            | 19        | 5            |
| FW     | Albert Quixall  | 9       | 3            | 0       | 0            | 3                     | 0                     | 1         | 0            | 13        | 3            |
| FW     | David Sadler    | 19      | 5            | 0       | 0            | 2                     | 0                     | 0         | 0            | 21        | 5            |